# Gimnastyka na Igrzyskach Afrykańskich 2019
Gimnastyka na Igrzyskach Afrykańskich 2019 odbywało się w dniach 26–29 sierpnia 2019 roku w Complexe Sportif Ibn Rochd - Salle 1 położonym w Rabacie.

## Podsumowanie

### Klasyfikacja medalowa
| Klasyfikacja medalowa | Klasyfikacja medalowa | Klasyfikacja medalowa | Klasyfikacja medalowa | Klasyfikacja medalowa | Klasyfikacja medalowa |
| Miejsce               | Państwo               | Złoto                 | Srebro                | Brąz                  | Razem                 |
| --------------------- | --------------------- | --------------------- | --------------------- | --------------------- | --------------------- |
| 1                     | Egipt                 | 8                     | 7                     | 3                     | 18                    |
| 2                     | Algieria              | 5                     | 7                     | 5                     | 17                    |
| 3                     | Nigeria               | 1                     | 0                     | 2                     | 3                     |
| 4                     | Maroko                | 0                     | 0                     | 2                     | 2                     |
| 5                     | Tunezja               | 0                     | 0                     | 2                     | 2                     |
| Razem                 | Razem                 | 14                    | 14                    | 14                    | 42                    |

### Medaliści
| Konkurencja            | 1. miejsce                                                                                          | 2. miejsce                                                                            | 3. miejsce                                                                                               |           |
| Mężczyźni              | Mężczyźni                                                                                           | Mężczyźni                                                                             | Mężczyźni                                                                                                | Mężczyźni |
| ---------------------- | --------------------------------------------------------------------------------------------------- | ------------------------------------------------------------------------------------- | --- | --------- |
| Wielobój drużynowo     | Algieria Hillal Metedji · Mohamed Bourguieg · Mohamed Aouicha · Ahmed-anis Maoudj · Islem Lettreuch | Egipt Mohamed Moubarak · Mohamed Afify · Zaid Khater · Karim Mohamed · Ali Zahran     | Maroko Nabil Zouhair · Zakariae Setti · Ayoub Es Seyaf · Nahel Bouanane · Anass Naciri                   |           |
| Wielobój indywidualnie | Hillal Metedji                                                                                      | Mohamed Bourguieg                                                                     | Mohamed Moubarak                                                                                         |           |
| Ćwiczenia wolne        | Ahmed-anis Maoudj                                                                                   | Mohamed Bourguieg                                                                     | Nabil Zouhair                                                                                            |           |
| Koń z łękami           | Uche Eke                                                                                            | Mohamed Aouicha                                                                       | Wissem Harzi                                                                                             |           |
| Kółka                  | Ali Zahran                                                                                          | Mohamed Bourguieg                                                                     | Mohamed Moubarak                                                                                         |           |
| Skok                   | Mohamed Bourguieg                                                                                   | Ahmed-anis Maoudj                                                                     | Mohamed Moubarak                                                                                         |           |
| Poręcze                | Hillal Metedji                                                                                      | Zaid Khater                                                                           | Uche Eke                                                                                                 |           |
| Drążek                 | Karim Mohamed                                                                                       | Hillal Metedji                                                                        | Mohamed Aouicha                                                                                          |           |
| Kobiety                | |                                                                                       | |           |
| Wielobój drużynowo     | Egipt Farah Hussein · Farah Salem · Mandy Mohamed · Nancy Taman · Zeina Sharaf                      | Algieria Chama Temmami · Lahna Salem · Medina Medjahdi · Sofia Nair · Fatima Mokhtari | Nigeria Amenagawhon Melvin · Helen Ocheke · Adekemi Adesida · Adenike Oyekunle · Oluwadamilola Oluwafemi |           |
| Wielobój indywidualnie | Farah Hussein                                                                                       | Farah Salem                                                                           | Lahna Salem                                                                                              |           |
| Skok                   | Nancy Taman                                                                                         | Farah Salem                                                                           | Chahed Sakr                                                                                              |           |
| Poręcze asymetryczne   | Farah Hussein                                                                                       | Zeina Sharaf                                                                          | Lahna Salem                                                                                              |           |
| Równoważnia            | Farah Hussein                                                                                       | Mandy Mohamed                                                                         | Sofia Nair                                                                                               |           |
| Ćwiczenia wolne        | Mandy Mohamed                                                                                       | Nancy Taman                                                                           | Lahna Salem                                                                                              |           |